# Springville (Utah)
Springville je město v okresu Utah County ve státě Utah ve Spojených státech amerických. K roku 2010 zde žilo 29 466 obyvatel. S celkovou rozlohou 37,4 km² byla hustota zalidnění 790 obyvatel na km². Ve městě se nachází mj. Springville Carnegie Library.